# Природно-заповідний фонд Решетилівського району
Природно-заповідний фонд Решетилівського району становить 13 об'єктів ПЗФ (7 заказників, 4 пам'ятки природи, 2 заповідні урочища). З них 1 — загальнодержавного значення (Михнівський орнітологічний заказник). Загальна площа ПЗФ — 1384,3 га.

## Території та об'єкти

### Заказники
| Назва об'єкта       | Тип, категорія, значення                            | Рік створення | Площа (га) | Місцезнаходження                                                      | Зображення |
| ------------------- | --------------------------------------------------- | ------------- | ---------- | --------------------------------------------------------------------- | ---------- |
| «Гарячківський ліс» | Заказник ландшафтний місцевого значення             | 1993          | 365,8      | околиці сіл Прокопівка, Білоконі, Решетилівське лісництво, кв. 12, 13 |            |
| «Демидівский»       | Заказник ландшафтний місцевого значення             | 2010          | 150        | між селами Демидівка та Нова Диканька                                 |            |
| «Калениківський»    | Заказник гідрологічний місцевого значення           | 2013          | 114,2      | околиці с. Каленики                                                   |            |
| «Кузьменки»         | Заказник ландшафтний місцевого значення             | 1995          | 269,5      | с. Кузьменки                                                          |            |
| «Михнівський»       | Заказник орнітологічний загальнодержавного значення | 1980          | 450        | заплава р. Говтва між селами Михнівка і Капустяни                     |            |
| «Новодиканський»    | Заказник ботанічний місцевого значення              | 1995          | 50,9       | між селами Демидівка та Нова Диканька                                 |            |
| «Щербаки»           | Заказник ландшафтний місцевого значення             | 1995          | 289,2      | між селами Голуби, Дмитренки, Решетилівське лісництво, кв. 11         |            |

### Пам'ятки природи
| Назва об'єкта    | Тип, категорія, значення                      | Рік створення | Площа (га) | Місцезнаходження | Зображення |
| ---------------- | --------------------------------------------- | ------------- | ---------- | ---------------- | ---------- |
| «Дуб черешчатий» | Пам'ятка природи ботанічна місцевого значення | 1995          | 0,3        | околиця с. Бакай |            |
| «Дуб черешчатий» | Пам'ятка природи ботанічна місцевого значення | 1995          | 0,25       | с. Коржі         |            |
| «Дуб черешчатий» | Пам'ятка природи ботанічна місцевого значення | 1995          | 0,3        | урочище Шарлаї   |            |
| «Дуби черешчаті» | Пам'ятка природи ботанічна місцевого значення | 1995          | 0,25/3     | с. Лобачі        |            |

### Заповідні урочища
| Назва об'єкта | Тип, категорія, значення             | Рік створення | Площа (га) | Місцезнаходження | Зображення |
| ------------- | ------------------------------------ | ------------- | ---------- | --- | ---------- |
| «Дубина»      | Заповідне урочище місцевого значення | 2010          | 65,5       | околиці селища Решетилівка з лівого боку автошляху Решетилівка-Сухорабівка, Решетилівське лісництво, кв. 41 вид. 1-16 |            |
| «Кут»         | Заповідне урочище місцевого значення | 1998          | 38,1       | с. Сухорабівка |            |